# Mianos
Mianos (en aragonés Mians) es un municipio y localidad de España, en el partido judicial de Ejea de los Caballeros, provincia de Zaragoza. Pertenece a la comarca de la Jacetania, en la comunidad autónoma de Aragón. Anteriormente perteneció al actualmente desaparecido partido judicial de Sos del Rey Católico.
Desde un punto de vista eclesiástico, pertenece a la diócesis de Jaca. Está adscrito al arciprestazgo de Berdún.
Sus habitantes reciben el apodo de madrileños o matraleros.

## Toponimia
Casi seguramente la voz Mianos procede de una derivación de la palabra latina medianus, referida específicamente a un punto intermedio en el camino entre dos lugares. Teniendo en cuenta que por el lugar discurría el Camino de Santiago aragonés, que en muchas de sus partes retomaba antiguas vías romanas, y habida cuenta de la ubicación del lugar a pie de la ruta Huesca-Pamplona, y cercana a otra vía romana que descendía desde el puerto de Santa Bárbara, en Bailo, es posible que se refiera a una posta o lugar de descanso a pie del camino.

## Geografía
El término municipal de Mianos, que se encuentra en el valle del río Aragón, linda por el norte con el de Sigüés (provincia de Zaragoza y comarca de la Jacetania); por el este con el de la Canal de Berdún (provincia de Huesca y comarca de la Jacetania); por el sur con los de Bagüés y Los Pintanos (provincia de Zaragoza y comarca de las Cinco Villas; y por el oeste con el de Artieda (provincia de Zaragoza y comarca de la Jacetania).
Su término está atravesado de este a oeste por el río Aragón, en las cercanías del embalse de Yesa. Aparte de algunos barrancos afluentes de dicho río, no hay otros cursos de agua en el municipio.
El punto de mayor altitud se encuentra al sur, en el límite con Los Pintanos, y es la llamada Peña Nobla, de 1076 m de altura.
El núcleo de Mianos, único lugar habitado del municipio, se asienta sobre un cerro en la zona más alta del municipio, en una ladera soleada, como corresponde a una zona de clima frío.

### Climatología
La temperatura media anual es de 11,8 °C, con 740 mm de precipitación anual.

## Historia
En época prerromana, la zona que actualmente corresponde a Mianos se hallaba en un punto en el que es difícil aseverar si el territorio estaba ocupado por los vascones, los suessetanos o los iacetanos. En cualquier caso, la zona pasó a manos de la República romana hacia finales del siglo II a. C. o principios del siglo I a. C.
La presencia romana en la zona queda atestiguada por el hallazgo de un mosaico de dicha época en su término municipal, que algunos relacionan con un posible cementerio.
Igualmente, aunque por el momento no se han realizado estudios del trazado de la vía, se supone que una vía romana pasaba a pie del lugar donde actualmente está Mianos, en una zona de intensa romanización a juzgar por los restos arqueológicos hallados.
No hay, sin embargo, constancia de poblamiento humano en el punto en que actualmente se ubica el casco urbano de Mianos hasta el siglo IX.
Según Antonio Ubieto, la primera cita del lugar de Mianos se produce aproximadamente hacia el año 850, en el Cartulario de San Juan de la Peña, publicado en 1962 por Antonio Ubieto Arteta, en su obra Textos medievales. 6.. Se han documentado para denominar al topónimo las formas Mianos, Miano, Mians y Mianus. No debe ser confundido, sin embargo, con el despoblado relativamente cercano de Miana, en el antiguo término municipal de Farasdués, hoy perteneciente al término municipal de Ejea de los Caballeros, en las Cinco Villas.
Hacia mediados del siglo XI, el monasterio de San Juan de la Peña, que poseía diversos lugares en las cercanías (en Tiermas o Ruesta), presentó documentación falsificada que aseguraba que Mianos y Miramón (este último hoy en término de Sigüés) le pertenecían. Hay que hacer constar que la Gran Enciclopedia Aragonesa OnLine recoge la existencia de otro topónimo Miramón, correspondiente a un antiguo despoblado, del que afirma que se encuentra en el término de Mianos, y que tal vez sea al que hace referencia el documento anterior.
Sin embargo, las llamadas tercias episcopales de las iglesias de Mianos, como las de otras localidades de la zona (Lorbés, Tiermas, Escó, Sigüés, Miramón, Asso, Artieda, Ruesta, Castillonuevo o despoblados de Tiermas como Eso, Maltray, Castamesas y la zona de la Güeya), que hasta 1785 formaron parte de la diócesis de Pamplona, para ser en esa fecha transferidas a la diócesis de Jaca, fueron cedidas por el obispado de Pamplona al monasterio de Leire, en Navarra. Otras fuentes recogen sin embargo que en 1113 el pueblo e iglesia de Mianos habrían sido cedidos por el rey Pedro I de Aragón al monasterio de San Juan de la Peña.
Casi con completa seguridad, Mianos formó parte casi desde el primer momento del primitivo condado de Aragón, si bien mantuvo relaciones estrechas, como toda la comarca de las Cinco Villas y la parte occidental de la Jacetania) con el reino de Pamplona.
Hasta 1137, fecha en que se trasladó a su actual recorrido más al norte, el núcleo de Mianos era atravesado de este a oeste por el Camino de Santiago aragonés. Por ese motivo, aún puede contemplarse, aunque en estado de ruinas, la antigua venta de viajeros.
En los últimos años del siglo XX y primeros del siglo XXI, Mianos, con otros pueblos de su entorno, como Artieda o Sigüés, se encuentra amenazado por el proyectado recrecimiento del embalse de Yesa, proyecto que ha recibido una fuerte contestación social y política en la zona.

## Demografía
Mianos cuenta con una población de 28 habitantes (INE 2024).
| Gráfica de evolución demográfica de Mianos entre 1842 y 2021 |
| |
| Población de derecho según los censos de población del INE Población de hecho según los censos de población del INEEn este censo se denominaba Mianos y Miramónt: 1842 |

### Comunicaciones
Aparte de una pista sin asfaltar que parte hacia el este y la une con la localidad de Martés, en el término municipal de la Canal de Berdún, la única salida por carretera del municipio es a través de la carretera CV-652, que parte hacia el oeste, pasando por Artieda, hasta desembocar en la A-1601 en la cola del embalse de Yesa, tan sólo a 2 km de la carretera N-240, que la conecta hacia el este con Jaca y Huesca y hacia el oeste con Pamplona.
Un proyecto de carretera que debe unir Martés con Mianos ha sido objeto de alegaciones en el 2007 por parte de la Asociación de Amigos del Camino de Santiago, debido a que el trazado previsto afectaba a algunas de las partes mejor conservadas del Camino de Santiago aragonés en el valle del Aragón.

## Administración y política
| Período   | Alcalde                          | Partido |  |
| --------- | -------------------------------- | ------- |  |
| 1979-1983 | Francisco de Asís Peralta Abad   | UCD     |  |
| 1983-1987 |                                  |         |  |
| 1987-1991 |                                  |         |  |
| 1991-1995 |                                  |         |  |
| 1995-1999 |                                  |         |  |
| 1999-2003 |                                  |         |  |
| 2003-2007 | Carlos Pérez Jiménez             | CHA     |  |
| 2007-2011 | Inmaculada Perles Casalta        | CHA     |  |
| 2011-2015 |                                  | PAR     |  |
| 2015-2019 | Francisco Javier Samitier García | CHA     |  |
| 2019-     | Francisco Javier Samitier García | CHA     |  |

| Partido político    | Partido político                                   | 2003   | 2007   | 2011   | 2015   |
| Partido político    | Partido político                                   | Ediles | Ediles | Ediles | Ediles |
|                     | Chunta Aragonesista (CHA)                          | 1      | 1      | —      | 1      |
|                     | Partido Aragonés (PAR)                             | —      | —      | 3      | —      |
|                     | Partido Popular de Aragón (PP)                     | —      | —      | —      | —      |
|                     | Partido de los Socialistas de Aragón (PSOE-Aragón) | —      | —      | —      | —      |
| Total de concejales | Total de concejales                                | 1      | 1      | 3      | 1      |

## Cultura

### Patrimonio arquitectónico
- Su casco urbano contiene algunas casas señoriales blasonadas.[21] Las viviendas, como corresponde a una zona de transición entre el cubrimiento con lajas de pizarra y tejado con teja árabe, presentan ambos tipos de techumbres.[22]
- Iglesia parroquial de Santa María, de estilo románico, aunque sufrió una extensa remodelación en el siglo XVI. Conserva algunas tallas románicas, así como pinturas góticas.[21] El artesonado en madera del tempo ha sido restaurado el año 2006, al igual que el coro.[4][23]
- Ermita de la Virgen de Casterillo, al este del municipio, cercana a Martés.

### Patrimonio cultural
A pesar de su escaso número de habitantes, Mianos cuenta con una biblioteca pública, de titularidad municipal, que reabrió sus puertas en el 2005 tras llevar 30 años cerrada.

### Lengua aragonesa
Mianos es uno de los municipios de la provincia de Zaragoza que el anteproyecto de Ley de Lenguas de Aragón calificaba como municipios que pueden ser declarados zonas de utilización predominante de su respectiva lengua o modalidad lingüística propia o zonas de utilización predominante del aragonés normalizado, en razón de la pervivencia del uso del idioma aragonés.

### Fiestas
- Romería a la ermita de la Virgen de Casterillo (mayo) celebrada el primer sábado de mayo.
- Fiestas patronales de Santiago y Santa Ana (25 y 26 de julio) en la actualidad se celebran el primer fin de semana de agosto.